# 코스타 크루즈
코스타 크루즈(이탈리아어: Costa Crociere S.p.A.)는 이탈리아의 크루즈 회사이다. 카니발 코퍼레이션이 소유하고 있다.